# Mojka

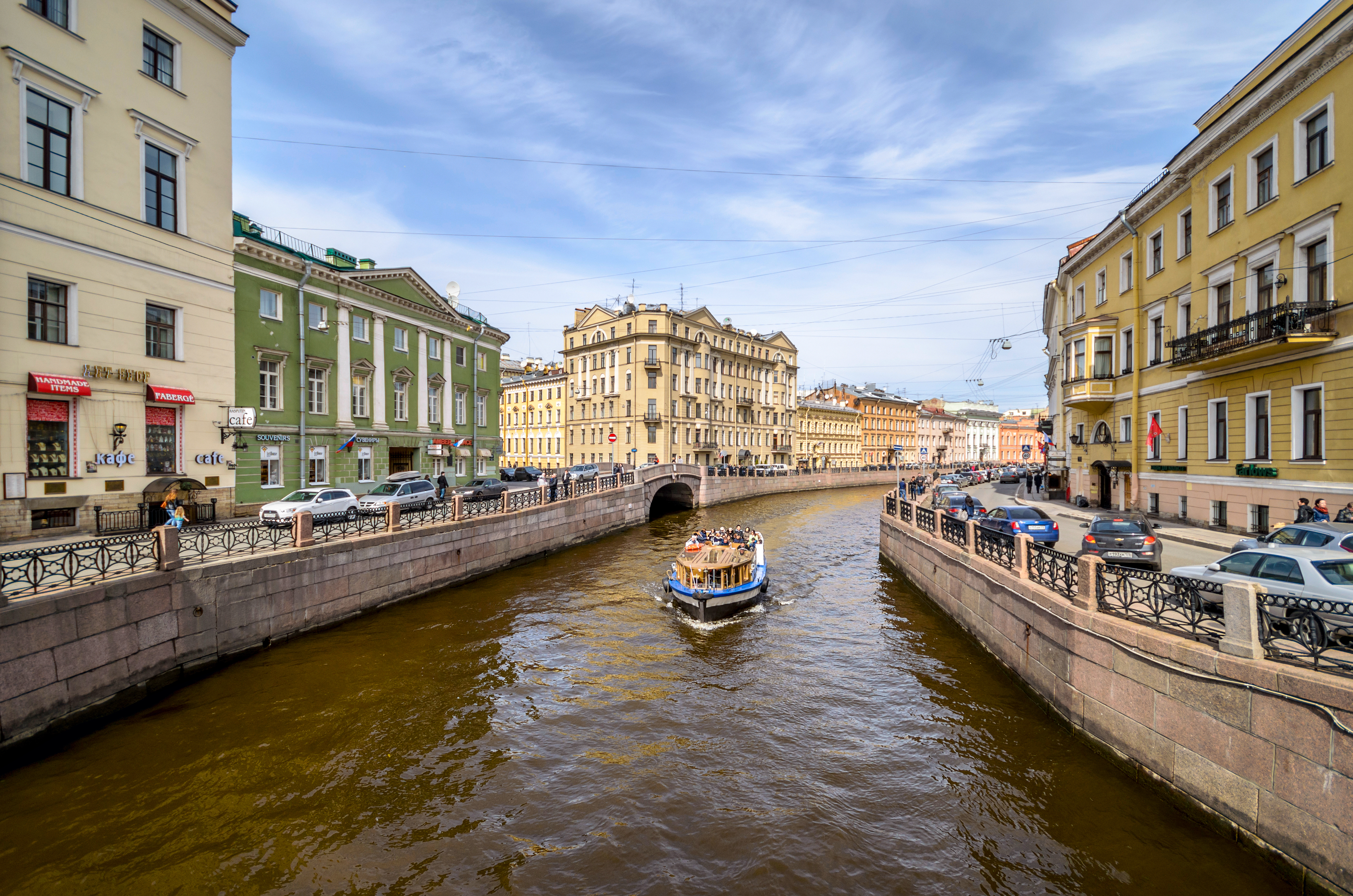
Mojkafloden

Mojka (ryska: Мойка) är en å i Ryssland. Den är cirka 5 kilometer lång och flyter genom Sankt Petersburg. Det finns fem broar över floden.